# Cauco

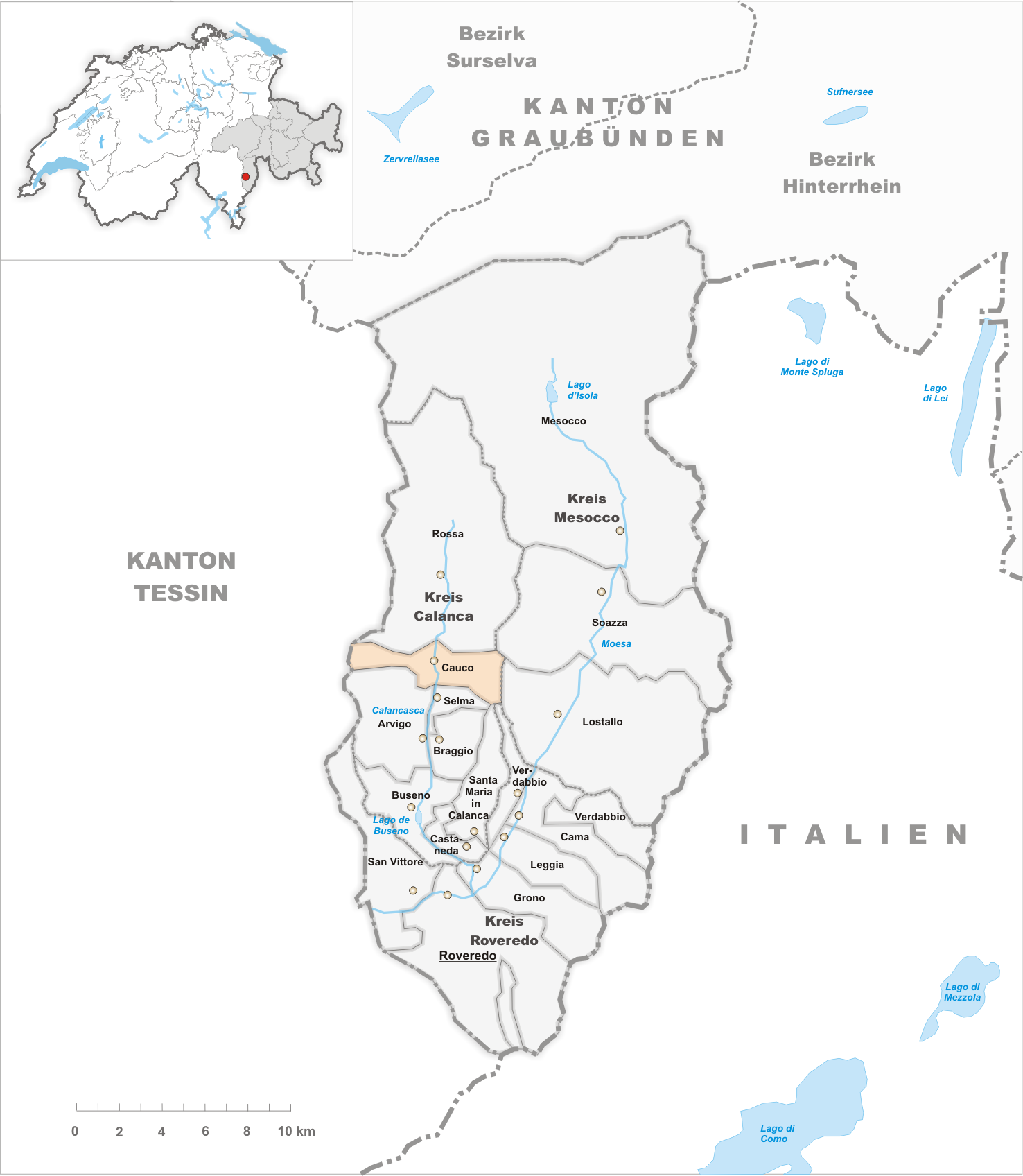
Gemeindestand vor der Fusion am 1. Januar 2015

Cauco ist ein Dorf in der Gemeinde Calanca im Schweizer Kanton Graubünden.

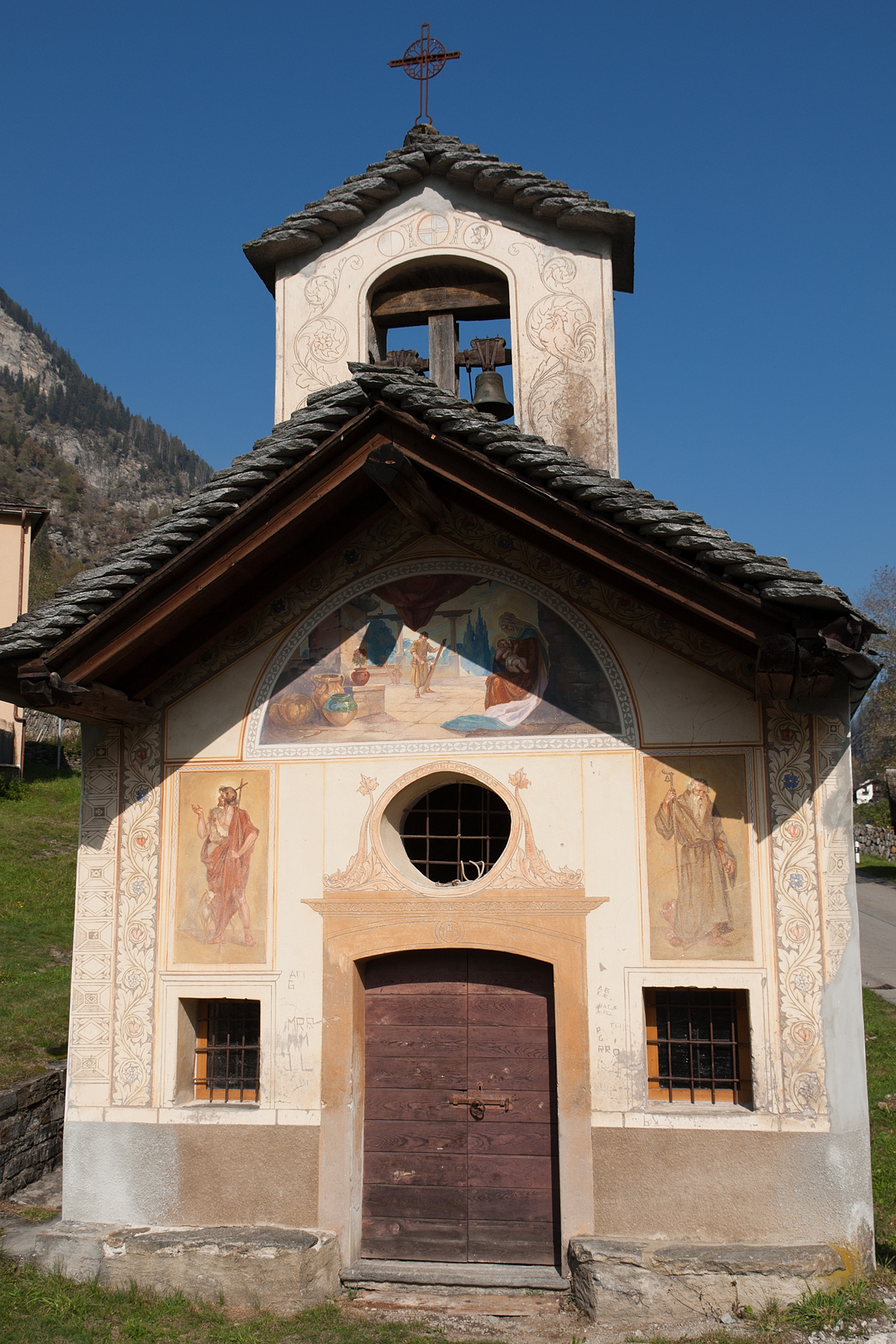
Betkapelle Madonna di Loreto

Bis zum 31. Dezember 2014 war Cauco eine eigene politische Gemeinde. Am 1. Januar 2015 fusionierte sie mit den Gemeinden Arvigo, Braggio und Selma zur neuen Gemeinde Calanca.

## Geographie
Die ehemalige Gemeinde liegt auf einem Schuttkegel eines Bergsturzes von 1513 am linken Ufer des Flusses Calancasca und besteht neben dem eigentlichen Dorf noch aus den Ortsteilen Bodio GR, Lascial und Masciadon. Vom gesamten ehemaligen Gemeindegebiet von 1089 ha sind 539 ha Wald und Gehölz, 437 ha unproduktive Fläche (meist Gebirge), 96 ha landwirtschaftliches Nutzgebiet (meist Alpwirtschaften) und 17 ha Siedlungsfläche.
Cauco grenzt an Lostallo, Rossa, Santa Maria in Calanca, Soazza, Verdabbio und an den Kanton Tessin.

## Geschichte
Eine erste Erwähnung findet das Dorf im Jahre 1497 unter dem damaligen Namen Cauco. Cauco teilte bis 1851 die politische Geschichte der Squadra di Calanca und wurde dann selbstständige politische Gemeinde bis 2015.

## Wappen
Blasonierung: Geteilt von Gold (Gelb) und Rot, in Gold ein rotes Antoniuskreuz (Taukreuz), unten in Rot ein goldener Fisch.
Der Heilige Antonius ist der Patron der örtlichen Pfarrkirche, der Fisch steht für den sich ehemals oberhalb von Cauco erstreckenden See.

## Bevölkerung
| Bevölkerungsentwicklung | Bevölkerungsentwicklung | Bevölkerungsentwicklung | Bevölkerungsentwicklung | Bevölkerungsentwicklung | Bevölkerungsentwicklung | Bevölkerungsentwicklung | Bevölkerungsentwicklung | Bevölkerungsentwicklung |
| ----------------------- | ----------------------- | ----------------------- | ----------------------- | ----------------------- | ----------------------- | ----------------------- | ----------------------- | ----------------------- |
| Jahr                    | 1683                    | 1803                    | 1850                    | 1900                    | 1950                    | 2000                    | 2004                    | 2014                    |
| Einwohner               | 400                     | 149                     | 120                     | 92                      | 30                      | 37                      | 38                      | 36                      |

Von den Ende 2004 38 Bewohnern waren 37 (= 97,37 %) Schweizer Bürger. Im Jahr 2014 sprachen 53,8 % der Einwohner deutsch als Hauptsprache und 46,2 % italienisch.

## Verkehr
Cauco ist von Süden her über die bei Grono im Misox abzweigende Kantonsstrasse erreichbar, die am gegenüberliegenden Ufer der Calancasca verläuft. Mit dem öffentlichen Verkehr war Cauco seit dem 1. März 1890 durch die Pferdepost erschlossen. Seit dem 4. Juli 1921 verkehrten zwei Omnibusse, als die Società Anonima Automobili Calanca con sede in Arvigo den Betrieb aufnahm. Am 16. Mai 1931 wurde wegen finanzieller Schwierigkeiten der Betrieb durch die Post (Postautohalter) übernommen.

## Sehenswürdigkeiten
- Die katholische Pfarrkirche Sant’Antonio Abate, erstmals erwähnt 1497, erweitert 1683[5][6]
- Das Beinhaus (17. Jahrhundert)[5][7] mit Fresko auf der Fassade[8] und mit Fresken im Innern

## Kultur
- Archivio regionale Calanca[9]

## Persönlichkeiten
- Vittore Veneziani (* 25. Mai 1878 in Ferrara; † 14. Januar 1958 ebenda), ein italienischer Chordirektor und Komponist wohnte in Cauco[10][11].

## Bilder

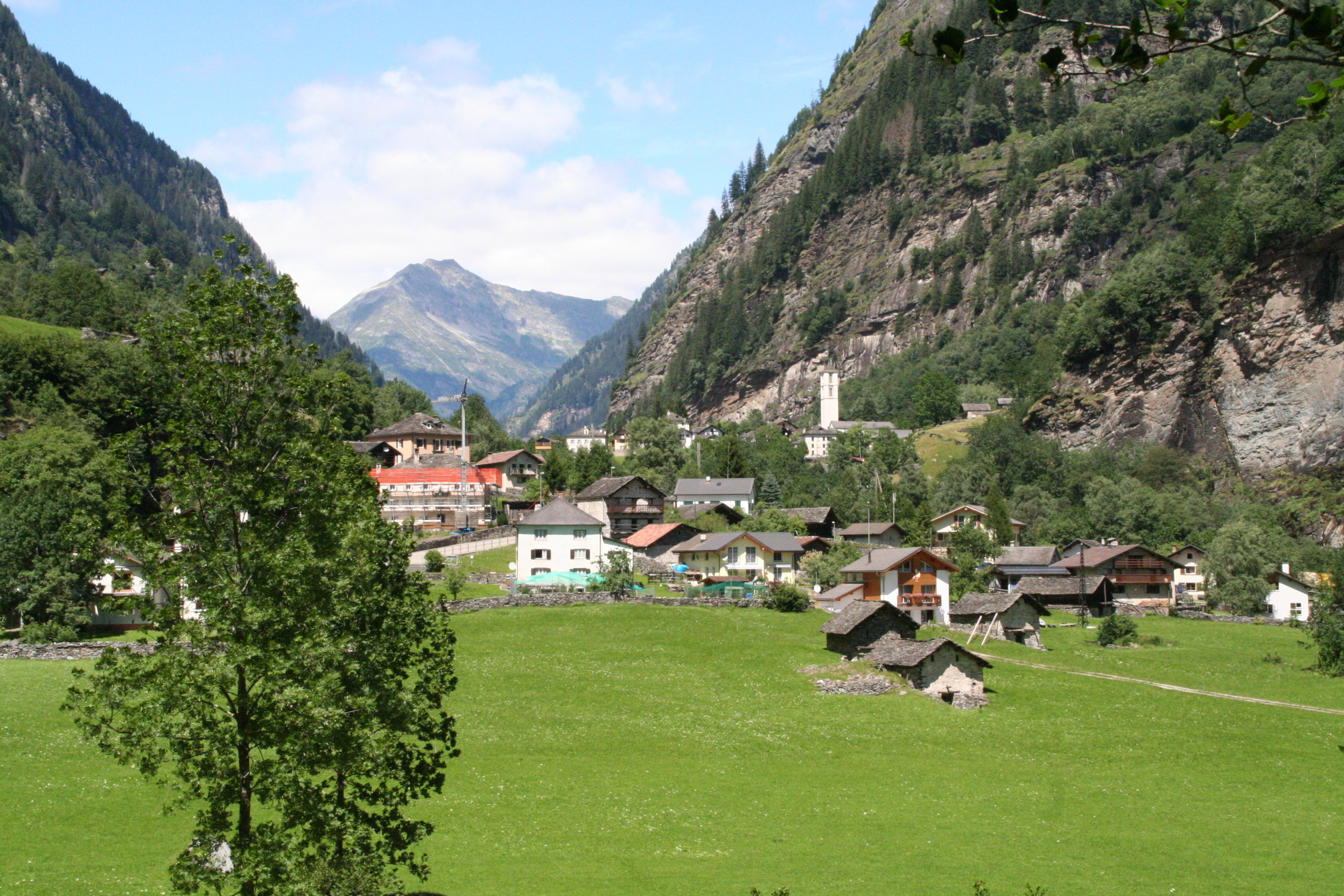
Ortschaft Bodio
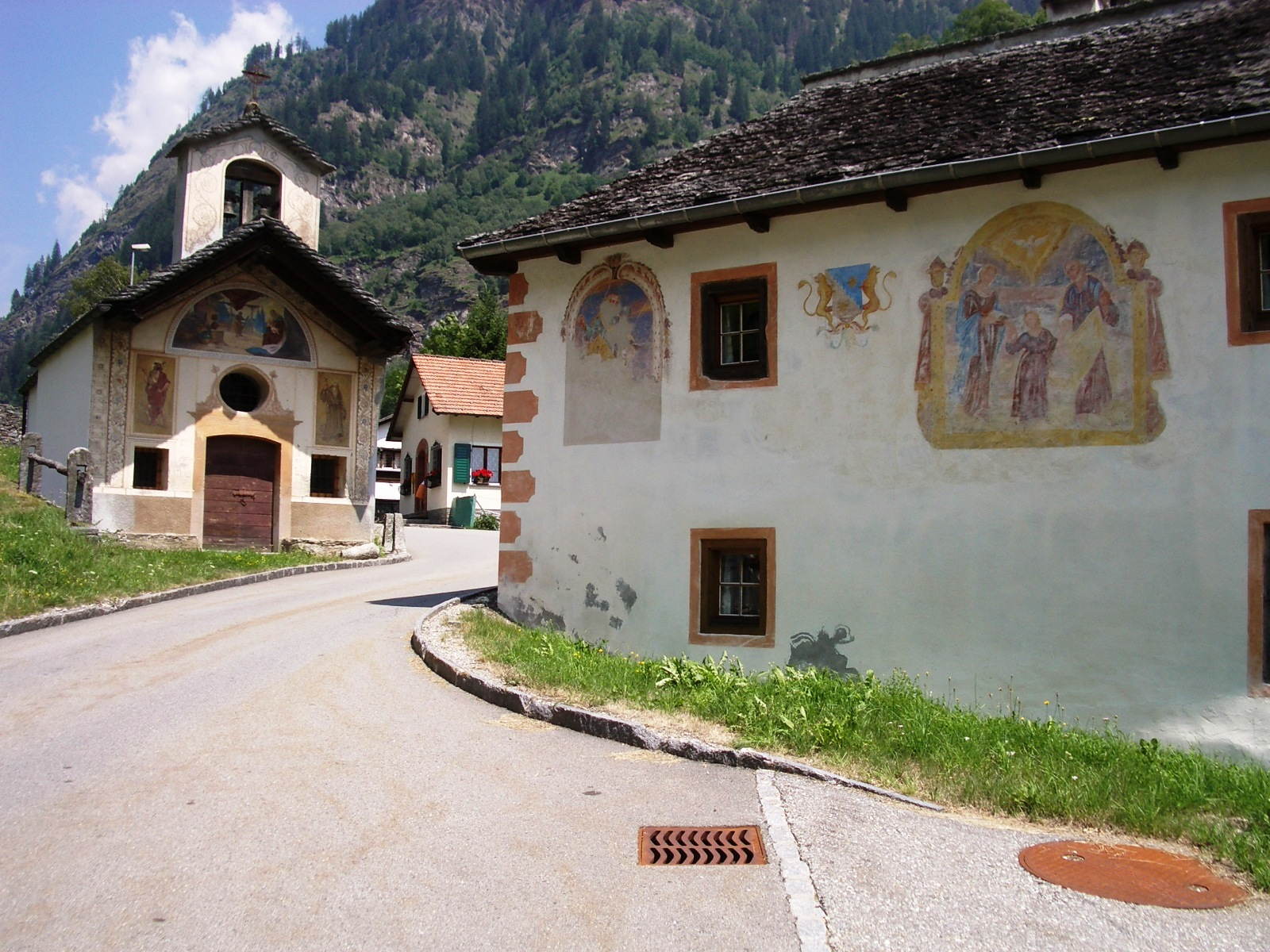
Betkapelle Sant’Antonio da Padova 1605 und Haus mit Fresken in der Ortschaft Bodio